# Vuollerimboplatsen

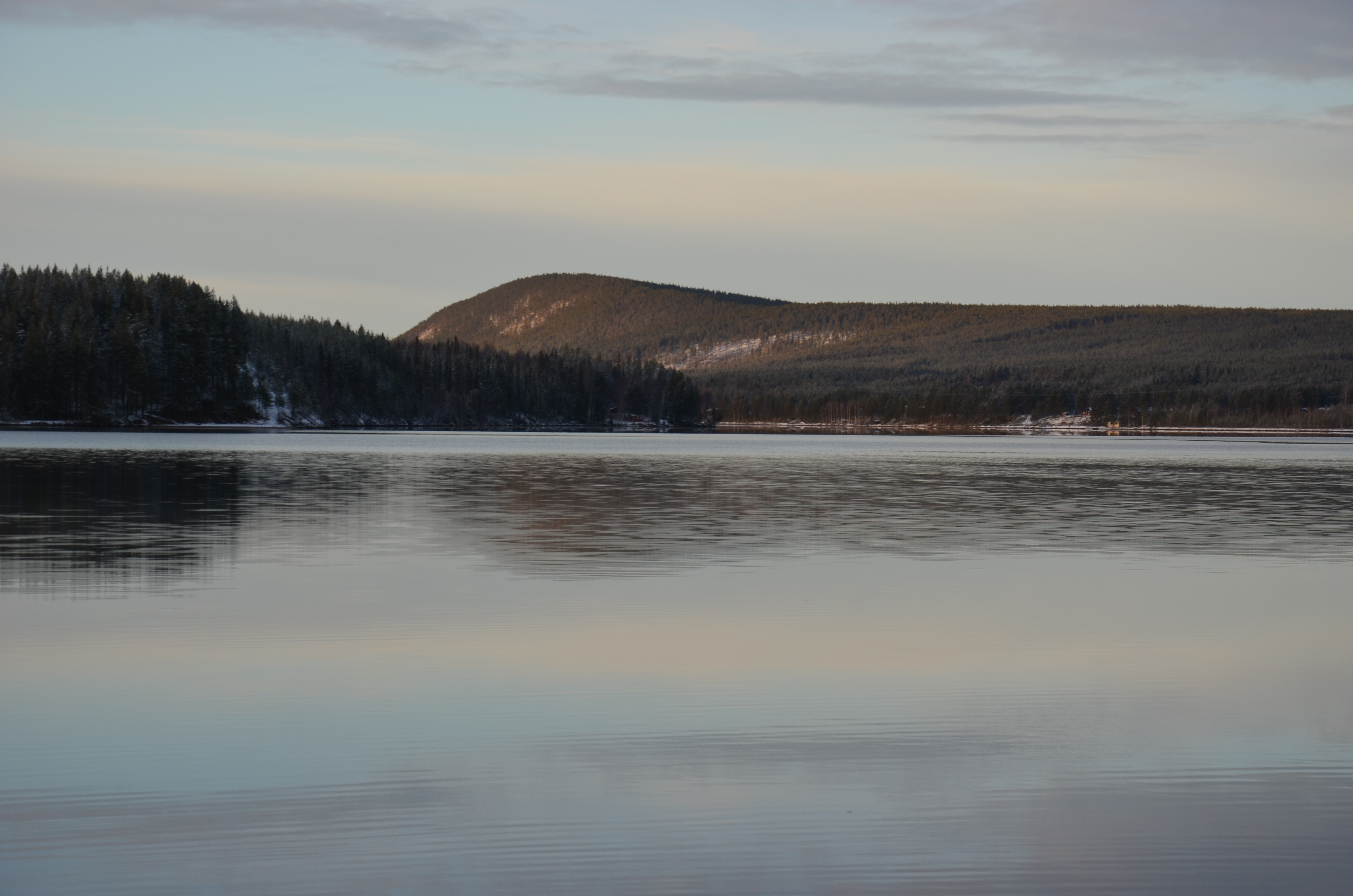
Luleälven vid sammanflödet av Lilla och Stora Luleäv

Vuollerimboplatsen är en stenåldersboplats belägen vid Vuollerim i Jokkmokks kommun i Lappland. Boplatsen består av sex till sju hyddbottnar som har daterats till omkring 4000 före Kristus och tros ha utgjort vinterläger för 20 till 40 personer. 
Vid Älvnäset tre kilometer nordväst om tätorten Vuollerim där Stora och Lilla Lule älv flödar samman upptäckte arkeologer från Umeå universitet 1983 den välbevarade boplatsen. En av de rektangulära hyddbottnarna var ungefär elva meter gånger sex meter stor och syns som en svacka i marken. Inne i hyddorna fanns stolphål, kokgropar och förrådsgropar. Under ingången gick en rökgång till eldstaden inne i hyddan. Låga sandvallar, som tros ha varit en till två meter breda, omger de nedsänkta hyddbottnarna och kan ha fungerat som skydd mot vind och kyla. 
Brända djurben på  platsen vittnar om att jägarbefolkningen ätit främst älg och lax, men även bäver och sjöfågel. På platsen har arkeologerna funnit en kniv av skiffer och redskap gjorda av kvarts, till exempel skrapor för bearbetning av skinn. 
Området för hyddorna har okänd utsträckning; dock minst 500 meter gånger 300 meter. I hyddornas närområde finns ett stort system med fångstgropar och stenåldersboplatser utmed älvarna och säljägarboplatser utmed kusten. Hällristningarna vid forsen i Porsi, en kilometer bort, är cirka 500 år yngre än boplatsen. Även härdar från senare tiders renskötare finns vid platsen.[källa behövs]
Två kilometer från fyndplatsen fanns till 2018 det arkeologiska museet Vuollerim 6000 Natur och Kultur.